# Dikson (città)
Dikson è un piccolo centro situato nell'Artico russo siberiano, situato nell'estremo nord del territorio di Krasnojarsk all'attaccatura della penisola del Tajmyr, il suo nome deriva dall'esploratore svedese Oscar Dickson. È un porto (il più settentrionale della Russia e l'unico sul Mare di Kara) sulla rotta polare artica, dichiarato città chiusa, ed è uno degli insediamenti più a nord e più isolati al mondo.

## Storia
Il primo insediamento risale al 1915 ed era situato sull'isola di Dikson, dove ora sorge anche l'aeroporto, le prime costruzioni sul continente sono state invece edificate a partire dal 1935.
Negli anni sono state costruite una stazione radio e meteorologica ed un osservatorio geofisico.
Nell'agosto del 1942 Dikson fu bombardata dall'incrociatore pesante tedesco Admiral Scheer nel corso dell'operazione Wunderland; successivamente è stato costruito un monumento ai difensori. Vi è anche un monumento, eretto nel 1964, costruito sopra i resti dell'esploratore russo Nikifor Alekseevič Begičev.
Vi è un ospedale (ora chiuso), un hotel e negozi di alimentari: in passato è stato sviluppato un allevamento di sussistenza che comprendeva mucche e maiali, oggi si alleva solamente pollame. Caccia e pesca sono le attività più sviluppate. Nell'insediamento sorge la chiesa ortodossa più a nord del Mondo.
A Dikson vi sono due scuole ma dal 2006 ve ne è in funzione più solo una con circa 40 allievi ed è l'edificio scolastico più a nord del mondo.
L'insediamento è gemellato dagli anni '80 con la città statunitense di Dixon (Illinois).

## Popolazione
Dal 1989 Dikson ha visto ridursi la popolazione da più di 4.000 a circa 300 abitanti; essi chiamano Dikson la Capitale dell'Artico (Stolica Arktiki) ispirandosi ad una popolare canzone russa.
La città è in decadimento proprio a causa della diminuzione di residenti e l'area dell'insediamento situata sull'isola è totalmente disabitata dal 2009, dove attualmente vi è in funzione solamente l'aeroporto.
| 1989  | 2002  | 2005 | 2007 | 2008 | 2012 | 2015 | 2016 | 2018 | 2021 | 2024 |
| ----- | ----- | ---- | ---- | ---- | ---- | ---- | ---- | ---- | ---- | ---- |
| 4 449 | 1 198 | 883  | 742  | 690  | 674  | 650  | 609  | 548  | 319  | 306  |

## Geografia fisica

### Clima
A Dikson, la durata del sole di mezzanotte va dal 3 maggio al 10 agosto, mentre la notte polare inizia l'11 novembre fino al 1º febbraio; le condizioni climatiche sono estreme, infatti la temperatura media annuale è di circa -12 °C.
- Minima temperatura registrata: −49 °C
- Massima temperatura registrata: +27 °C
- Temperatura media a gennaio: −30 °C
- Temperatura media a agosto: +9 °C

Da inizio ottobre fino a metà giugno il porto di Dikson rimane completamente ghiacciato; il pack è spesso all'incirca 160-170 cm.
| Dikson (1991-2020) Fonte:   | Mesi         | Mesi         | Mesi         | Mesi         | Mesi         | Mesi         | Mesi        | Mesi        | Mesi         | Mesi         | Mesi         | Mesi         | Stagioni | Stagioni | Stagioni | Stagioni | Anno  |
| Dikson (1991-2020) Fonte:   | Gen          | Feb          | Mar          | Apr          | Mag          | Giu          | Lug         | Ago         | Set          | Ott          | Nov          | Dic          | Inv      | Pri      | Est      | Aut      | Anno  |
| --------------------------- | ------------ | ------------ | ------------ | ------------ | ------------ | ------------ | ----------- | ----------- | ------------ | ------------ | ------------ | ------------ | -------- | -------- | -------- | -------- | ----- |
| T. max. media (°C)          | −20,5        | −20,5        | −16,8        | −11,5        | −4,6         | 3,2          | 8,6         | 8,3         | 4,0          | −4,3         | −13,1        | −18,6        | −19,9    | −11,0    | 6,7      | −4,5     | −7,1  |
| T. media (°C)               | −24,0        | −24,1        | −20,6        | −15,2        | −7,0         | 1,1          | 5,7         | 6,0         | 2,4          | −6,4         | −16,4        | −21,8        | −23,3    | −14,3    | 4,3      | −6,8     | −10,0 |
| T. min. media (°C)          | −27,3        | −27,5        | −24,0        | −18,5        | −9,2         | −0,5         | 3,6         | 4,2         | 1,0          | −8,6         | −19,6        | −24,9        | −26,6    | −17,2    | 2,4      | −9,1     | −12,6 |
| T. max. assoluta (°C)       | −0,3 (2012)  | −0,6 (2012)  | −0,2 (1995)  | 3,6 (2016)   | 11,1 (2020)  | 22,2 (1943)  | 26,8 (1965) | 26,9 (1945) | 18,2 (2016)  | 8,2 (2009)   | 1,9 (1956)   | 0,3 (1938)   | 0,3      | 11,1     | 26,9     | 18,2     | 26,9  |
| T. min. assoluta (°C)       | −46,2 (1953) | −48,1 (1979) | −45,3 (2007) | −38,0 (1963) | −28,8 (1964) | −17,3 (1964) | −3,4 (1966) | −3,6 (1974) | −12,0 (1958) | −31,3 (1992) | −42,8 (1964) | −46,6 (1978) | −48,1    | −45,3    | −17,3    | −42,8    | −48,1 |
| Nuvolosità (okta al giorno) | 6,1          | 6,1          | 6,2          | 6,8          | 8,6          | 8,8          | 8,1         | 8,7         | 9,1          | 8,2          | 6,9          | 6,1          | 6,1      | 7,2      | 8,5      | 8,1      | 7,5   |
| Precipitazioni (mm)         | 28           | 28           | 26           | 22           | 24           | 27           | 33          | 40          | 43           | 38           | 29           | 29           | 85       | 72       | 100      | 110      | 367   |
| Giorni di pioggia           | 0            | 0            | 0            | 1            | 2            | 13           | 20          | 21          | 17           | 5            | 0,2          | 0,0          | 0,0      | 3,0      | 54,0     | 22,2     | 79,2  |
| Nevicate (cm)               | 21           | 21           | 24           | 28           | 32           | 15           | 0           | 0           | 1            | 9            | 18           | 21           | 63       | 84       | 15       | 28       | 190   |
| Giorni di neve              | 21           | 19           | 19           | 19           | 24           | 16           | 4           | 3           | 15           | 27           | 23           | 20           | 60       | 62       | 23       | 65       | 210   |
| Giorni di nebbia            | 0,2          | 0,2          | 0,4          | 2,0          | 4,0          | 12,0         | 18,0        | 12,0        | 8,0          | 4,0          | 1,0          | 0,4          | 0,8      | 6,4      | 42,0     | 13,0     | 62,2  |
| Umidità relativa media (%)  | 84           | 83           | 84           | 84           | 87           | 90           | 89          | 89          | 88           | 87           | 86           | 84           | 83,7     | 85       | 89,3     | 87       | 86,3  |
| Vento (direzione-m/s)       | S 7,4        | S 6,8        | S 6,4        | S 6,3        | NE 6,1       | NE 6,1       | NE 5,7      | NE 5,8      | NE 6,2       | S 6,6        | S 6,6        | S 7,1        | 7,1      | 6,3      | 5,9      | 6,5      | 6,4   |

## Trasporti
La città è collegata con la Russia continentale con l'aeroporto di Dikson situato nell'isola di Dikson vicina. Il Polo Nord dista sole 2 ore di volo dall'aeroporto. Siccome però Dikson è stata decretata città chiusa nel 2001, è vietato l'ingresso agli stranieri se non mediante un permesso speciale da richiedere con molti mesi di anticipo.
L'insediamento di Dikson, che si divide tra la terraferma e l'isola, è collegato in inverno dal pack artico che permette il trasporto mediante bus, auto e fuoristrada ed in estate da un paio di battelli. In caso di avversità meteorologiche è necessario l'elicottero.

## Galleria d'immagini

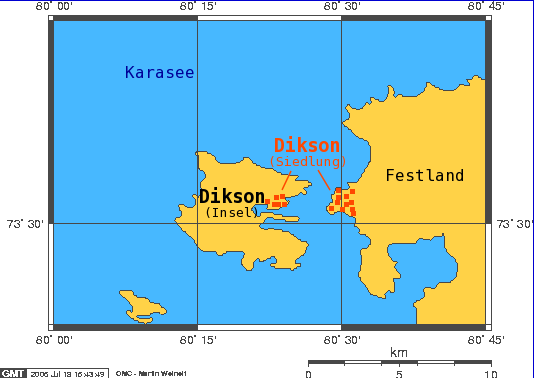
Dikson nel dettaglio:l'insediamernto urbano si divide tra la terraferma e l'isola, ad ovest, dove vi è anche l'aeroporto
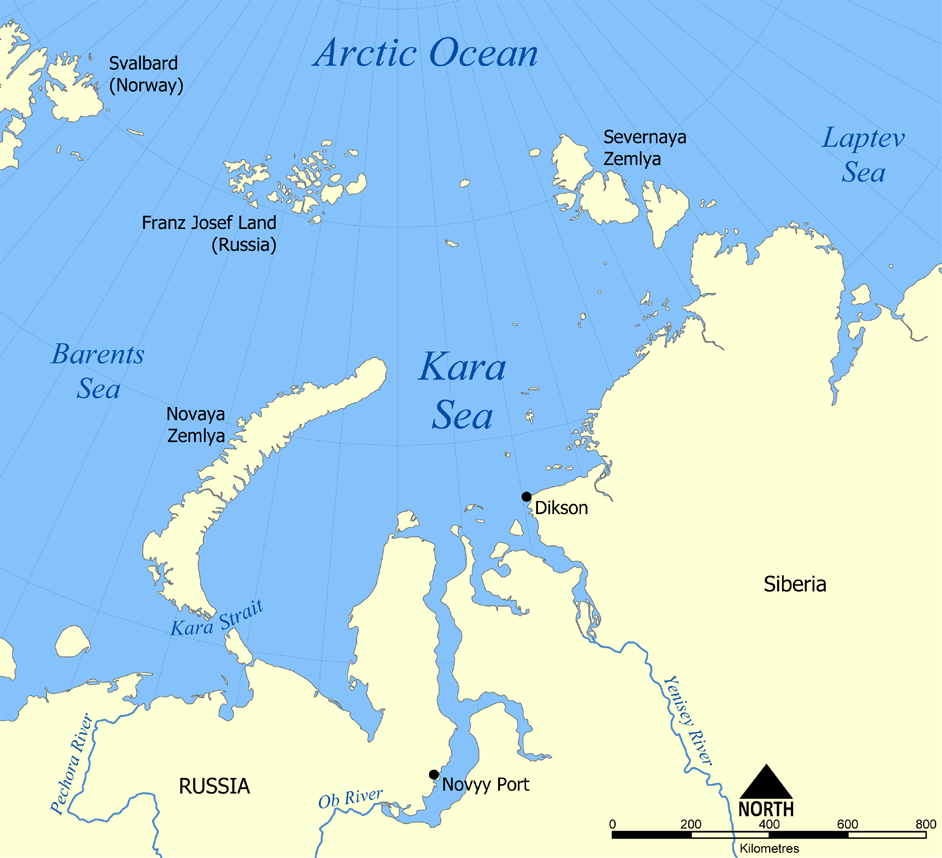
La posizione geografica di Dikson
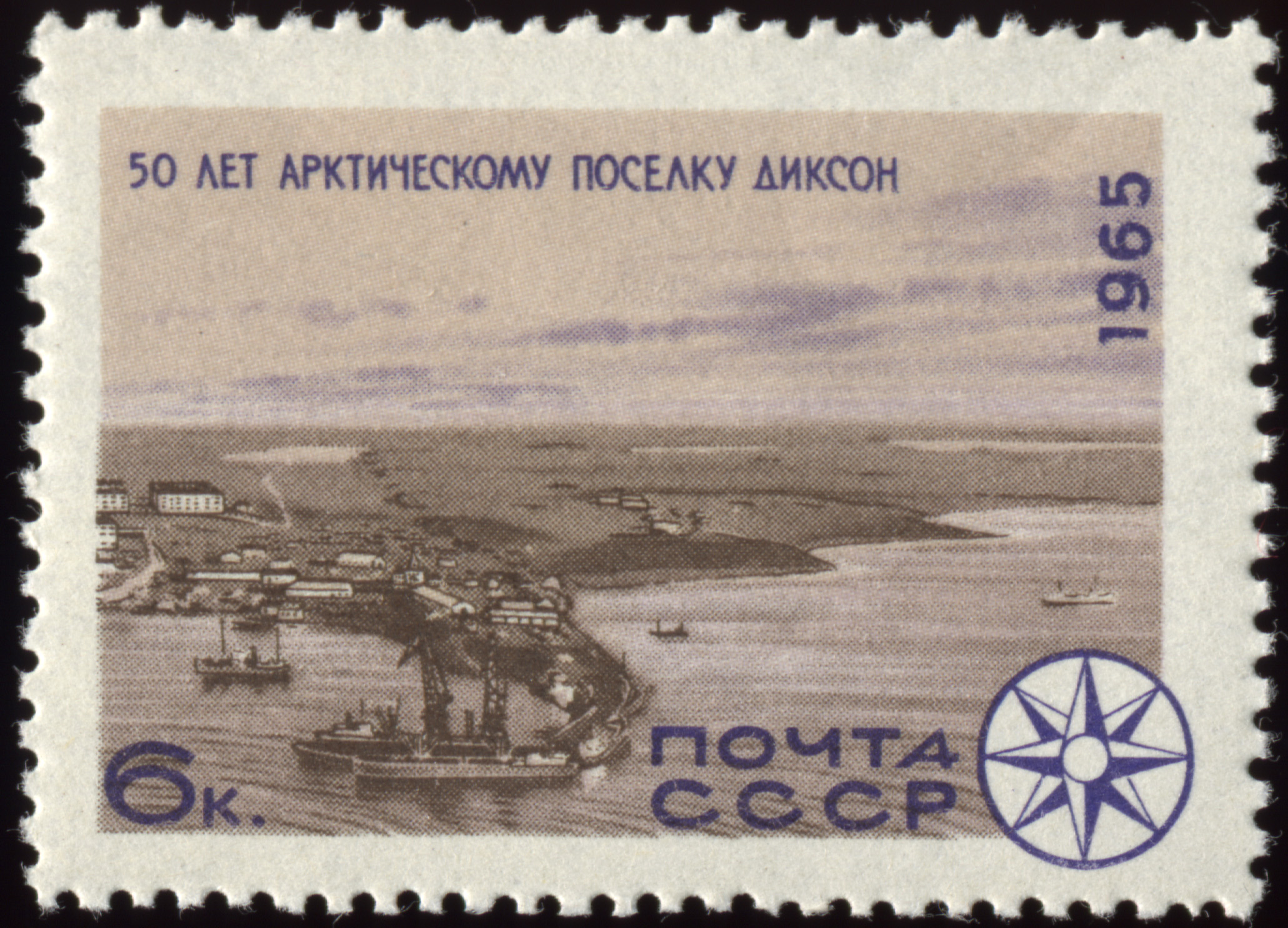
Francobollo sovietico del 1965 rappresentante Dikson
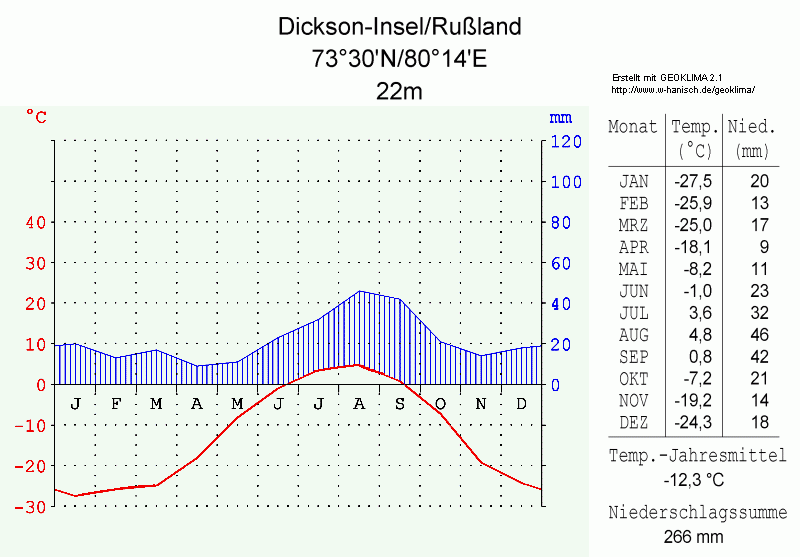
Tabella climatica di Dikson